# طوطی‌نوک کلاه‌خاکستری
طوطی‌نوک کلاه‌خاکستری (نام علمی: Paradoxornis zappeyi) نام یک گونه از تیره سسکیان است.